# Seattle Art Museum
El Seattle Art Museum (també anomenat "SAM") és un museu d'art situat a Seattle, a l'estat de Washington, als Estats Units. Es troba en tres llocs; al centre de Seattle (SAM Downtown) es va inaugurar el 1991, el Seattle Asian Art Museum (SAAM), un edifici art déco del Volunteer Park, es va inaugurar el 1933 i finalment es va obrir l'Olympic Sculpture Park el 2007.

## Història
La col·lecció SAM va passar de 1926 peces el 1933 a unes 25.000 el 2008. El seu museu original tenia una superfície de 2.300 m²; les instal·lacions actuals són de 29.000 m² i tenen un parc de 3,6 hectàrees. El nombre d’empleats va augmentar de 7 a 303 i la biblioteca del museu va passar de 1.400 llibres a 33.352.
SAM té els seus orígens a la "Seattle Fine Arts Society" - fundada el 1905 - i a la "Washington Arts Association" - 1906, que es van unir el 1917, mantenint el nom de "Societat de Belles Arts". El 1931, el grup va canviar el nom a Seattle Art Institute. L'Institut d'Art va acollir la seva col·lecció a "Henry House", al Capitol Hill, l'antiga llar de la col·leccionista i fundador de la Henry Art Gallery, Horace C. Henry (1844 - 1928).
Richard E. Fuller, president de la Seattle Fine Arts Society, va ser una de les persones clau de SAM en els seus primers anys. Durant la Gran Depressió, Richard i la seva mare, Margaret MacTavish Fuller, van donar 250.000 dòlars per construir un museu d'art al Volunteer Park del Capitol Hill, a Seattle. La ciutat va posar el terreny a disposició i es va fer amb l'edifici. Carl F. Gould, de la firma d’arquitectura Bebb i Gould un edifici Art Deco per al museu, que es va inaugurar el 23 de juny de 1933. Una col·lecció de l'Institut d'Art va formar el nucli de la col·lecció original SAM; la família Fuller va donar ràpidament peces addicionals. L’Institut d’Art va ser l'encarregat de gestionar les activitats artístiques quan es va obrir el museu. Richard E. Fuller va romandre com a director del museu fins als anys setanta, sense rebre mai cap sou.
SAM es va associar amb el Consell Nacional de les Arts, Richard E. Fuller i la "Seattle Foundation" per adquirir i instal·lar l'escultura de Isamu Noguchi, "Black Sun" al davant del museu, al Volunteer Park. Va ser la primera comissió del Consell Nacional per a les Arts de Seattle. El 1983-1984, el museu va rebre una donació de mitja illa al centre de la ciutat, l'antic gran magatzem J. C. Penney al costat oest de la "Segona Avinguda" entre "Union Street" i "Pike Street". Finalment, es va decidir que aquest bloc, en particular, no era un lloc adequat: aquells terrenys es van vendre per a emprenedoria privada i el museu va comprar terrenys al següent bloc cap al sud. El 5 de desembre de 1991, SAM va tornar a obrir. L'any següent, una de les escultures  Hammering Man , de Jonathan Borofsky, es va instal·lar fora del museu com a part del programa "One Percent for Art", de "Seattle City Light". "Hammering Man" es va instal·lar a temps per a la inauguració del museu, però el 28 de setembre de 1991, mentre els treballadors intentaven aixecar la peça, va caure i va resultar danyada, havent estat retornada a la fàbrica per reparacions. "Hammering Man" es va utilitzar en una instal·lació d'art el 1993 quan Jason Sprinkle i altres artistes locals van fixar una bola i una cadena a una pota de l'escultura. El 1994, l'edifici de Volunteer Park es va reobrir amb el nom de Seattle Asian Art Museum (Seattle Asian Art Museum). El 2007, Olympic Sculpture Park es va obrir al públic, posant fi a un procés de 8 anys.

## Col·leccions
- Claes Oldenburg: Baked Potato (1966), Double-Nose/Purse/Punching Bag/Ashtray (1970), Geometric Mouse - Scale C (1970), Typewriter Eraser, Scale X (1999).

## Exposicions
- 2009: History in the Making, exposició d'obres de Titus Kaphar